# Jean-Baptiste Debret
Pour les articles homonymes, voir Debret.

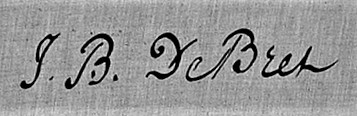
Signature.

Jean-Baptiste Debret, né le 18 avril 1768 à Paris où il est mort le 11 juin 1848, est un peintre d'histoire et lithographe français.
Il était le frère de l'architecte François Debret et le cousin de Jacques-Louis David dont il devint l'élève. Sous l’Empire il réalisa nombre de peintures officielles pour le régime. Après la chute de l'Empire, il accepta une proposition du roi du Portugal Jean VI en exil au Brésil, et fit partie d'une mission d'artistes venus rejoindre la cour. Il est l'auteur de l'album Voyage pittoresque et historique au Brésil où il fait part de ses observations sur les coutumes du pays.

## Jeunesse et début de carrière
Fils de Jacques Debret, greffier à la peau au Parlement de Paris, et frère de François Debret (1777-1850), architecte, membre de l'Institut de France,
Jean-Baptiste Debret était apparenté à François Boucher et cousin de Jacques Louis David (1748-1825), chef de l'école néoclassique française. Il fit ses études au collège de Clermont (futur lycée Louis-le-Grand). Âgé de seize ans, il accompagna à Rome pendant un an Jacques Louis David qui y séjournait avec son élève Germain Drouais qui venait de gagner le prix. En 1791 il obtint le second prix de Rome, avec le tableau Regulus revenant à Carthage.
On ne trouve aucune trace de l'activité de Debret pendant la période révolutionnaire. En septembre 1792, âgé de 25 ans et quatre mois, il échappa à la levée en masse ; mais l'époque n'était pas favorable à la peinture. Les deux grands-pères de Debret étaient des entrepreneurs maçons. Il rejoignit la tradition familiale en septembre 1793, en entrant comme surnuméraire à l'École des ponts et chaussées. En janvier 1795, il fut engagé comme dessinateur de 3e classe à l'École centrale des Travaux publics (future École polytechnique) qui venait de commencer son activité ; en décembre, il remplaça un autre élève de David, François Gérard, comme instructeur de dessin. En avril 1796, son poste étant supprimé, il quitta l'École polytechnique. 
Jean-Baptiste Debret s'est marié le 6 janvier 1794 avec Élisabeth Sophie Desmaisons (1775-1848), fille de Nicolas Jacques Desmaisons et de Marguerite Julie Buron appartenant à une famille de maîtres maçons parisiens et sœur de Geneviève Buron qui la mère du peintre David, petite-fille de Jacques François Desmaisons (ca 1725-1789), architecte, lui-même frère de Pierre Desmaisons, architecte, membre de l'Académie royale d'architecture de la seconde classe en 1762 et de la première classe en 1776.
Au Salon de 1799 il exposa son tableau du concours de Rome et Aristomène délivré par une jeune fille. Il travaillait simultanément à la décoration intérieure de bâtiments construits par les architectes Charles Percier et Pierre Fontaine. Au Salon de 1804 il exposa le tableau Le Médecin Érasistrate découvrant la cause de la maladie du jeune Antiochus. Pendant le règne de Napoléon Bonaparte il produisit des tableaux exaltant l'Empereur.

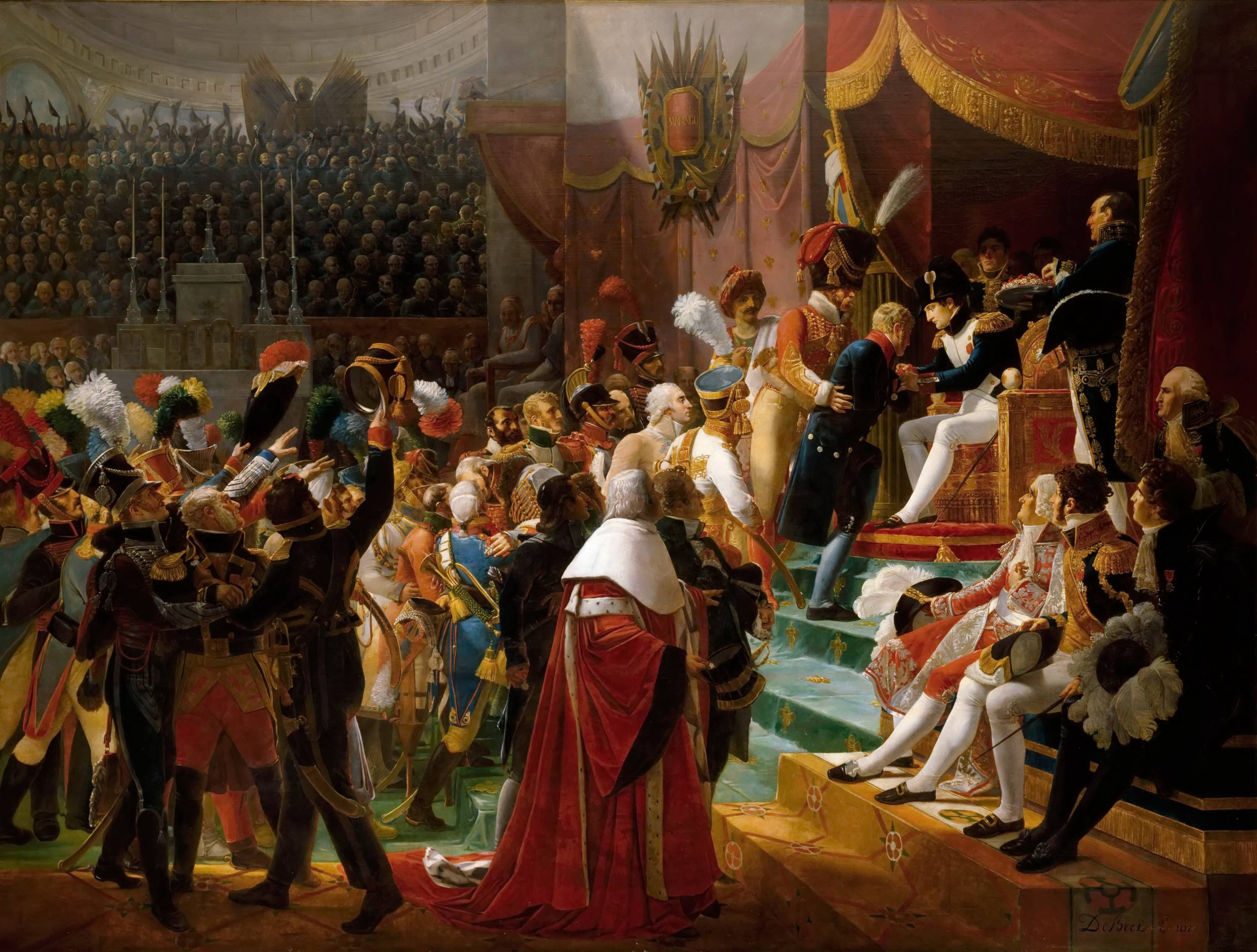
Première distribution des croix de la Légion d'honneur, par Debret (1810).

Au Salon de 1805 il exposa Napoléon rend hommage au courage malheureux, qui reçut une mention honorable de l'Institut de France, en 1808 Napoléon Ier décore à Tilsitt le grenadier Lazareff de la croix de la Légion d'honneur, en 1810, Napoléon s'adressant aux troupes et en 1812 Première distribution des croix de la Légion d'honneur dans l'église des Invalides (1812). Il travaillait aussi pour la gravure. En 1808-1809 il voyagea à Rome; il publia à son retour un médiocre recueil de dessins gravés par L. F. Petit, Costumes italiens, et de 1812 à 1813 des cahiers d'exercices de dessin.
À la fin de l'Empire, il exposa au Salon de 1814 son dernier tableau sur un thème antique, Andromède délivrée par Persée.

## La mission artistique au Brésil

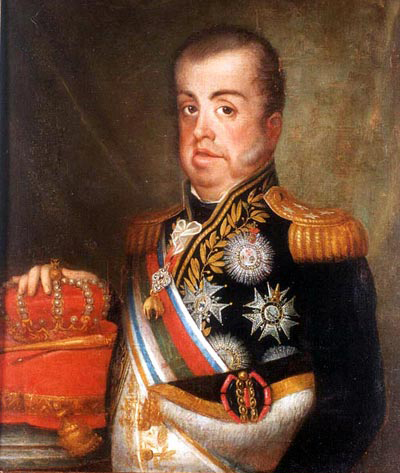
Portrait de dom João VI par Debret.

La défaite de Napoléon en 1815 fut un rude coup pour les artistes néoclassiques, qui perdaient le principal pilier financier et idéologique de leur art. La perte de son fils unique âgé de dix-neuf ans, fut un autre choc pour Debret. À la même époque, lui et l'architecte Grandjean de Montigny furent invités à participer à une mission d'artistes français qui devait partir pour la Russie à la demande du tsar Alexandre Ier. En même temps le marquis de Marialva, ambassadeur du Portugal à Paris préparait une mission vers le Brésil. Joachim Lebreton, futur directeur de cette mission, les sollicita. Ils choisirent le Brésil et s'embarquèrent au Havre le 22 janvier 1816 sur le Calpe, voilier nord-américain, avec les 40 artistes qui composaient la mission, dont le plus notable était le peintre Nicolas Antoine Taunay. Il accosta à Rio de Janeiro le 26 mars 1816.
La mission instituée, à l'instigation de António de Araújo e Azevedo, comte da Barca, par Jean VI de Portugal, avait entre autres objectifs, celui de concevoir et d'organiser la création d'une Académie des beaux-arts à Rio de Janeiro. Les artistes français ne pouvaient être populaires auprès des artistes portugais déjà installés à Rio depuis l'invasion de leur pays par les troupes de Napoléon, et moins encore auprès des artistes nés au Brésil ; d'autant plus que les nouveaux arrivants prétendaient à la supériorité professionnelle sur les autres. De plus, les artistes français rivalisaient pour un très petit nombre de commandes publiques, tandis que les commandes privées ne répondaient pas aux espérances. En 1817 le comte da Barca, mourut ; en 1819, ce fut Lebreton. À l'issue de la période d'engagement des artistes français, en 1820, l'Académie des beaux-arts n'avait pas été ouverte. Selon le très caustique Jacques Arago « L'Institut de Rio n'a jamais tenu de séance, et tout est mort au Brésil pour les hommes de talent qui s'étaient flattés d'y élever une nouvelle religion des lettres et des beaux-arts ». Taunay rentra en France. Debret avait repris, auprès du roi Jean VI, ses activités de peintre officiel, et il resta. Il avait obtenu la charge de peindre les rideaux et fonds de scène au théâtre São João.
Debret habitait à cette époque une maison à Catumbi, alors situé à la lisière de la ville. En 1821 s'ouvrit une période de troubles qui déboucha en 1822 sur l'indépendance du Brésil et le couronnement de Pierre Ier du Brésil comme empereur. Pierre admirait Napoléon. Debret avait été peintre officiel du régime impérial. Pierre Ier le consulta pour le dessin du premier drapeau vert et jaune de l'empire du Brésil, et obtint par la suite plus de commandes. Il ne voyagea guère en dehors de Rio de Janeiro, sauf pour une excursion dans l'intérieur de la Province, à Nova Friburgo, et un voyage plus important dans le Sud du Brésil en 1827.
En novembre 1826, la situation de Debret s'améliora considérablement. Il devient, à son ouverture, titulaire de la chaire de peinture d'histoire de l'Académie des beaux-arts tout en restant premier peintre de l'Empereur. Cependant à partir de 1828, la situation politique devint à nouveau instable. Debret avait hérité de ses parents en 1824 ; il avait obtenu en 1828 d'être nommé correspondant de l'Institut de France, Académie des beaux-arts, dont son frère faisait déjà partie. En 1830, il organisa une première exposition des œuvres de ses élèves brésiliens ; en 1831, après la seconde, il obtint un congé de trois ans pour retourner en France.
Il ne séjourna plus au Brésil. Il devint dès sa fondation en 1833 membre de l'Institut historique de Joseph-François Michaud, dont le bulletin publia des textes postérieurement annexés au Voyage. Il entreprit, à partir des dessins aquarellés qu'il avait réalisés depuis 1820 environ, la publication de son Voyage Pittoresque et Historique au Brésil, vendu en livraisons en 1834-1835. Son ouvrage heurta les Brésiliens de l'Institut Historique et Géographique du Brésil, dont le patriotisme était offensé par les critiques qu'il faisait aux mœurs des Brésiliens (blancs) et la place qu'il accordait aux mulâtres et aux Noirs.
On lit dans un livre français : « Après son abdication, D. Pedro Ier et Debret se rencontrèrent par hasard au coin d’une rue de Paris. L’ancien empereur et son peintre d’histoire, le protagoniste et le metteur en scène de l’Empire du Brésil, y auraient fait échange de politesses. Le premier aurait civilement offert sa maison de Paris à l’artiste qu’il avait naguère décoré de l’Ordre du Christ en le traitant d’homme vertueux. »
Debret mourut à Paris en 1848 sans avoir exposé de nouvelles peintures.

## Voyage pittoresque et historique au Brésil
Dans Voyage pittoresque et historique au Brésil (pt), Debret révèle la profondeur de la relation personnelle et émotionnelle qu'il a acquise avec ce pays où il a vécu pendant 15 ans. En 1831 le peintre revint en France en avançant des raisons de santé.

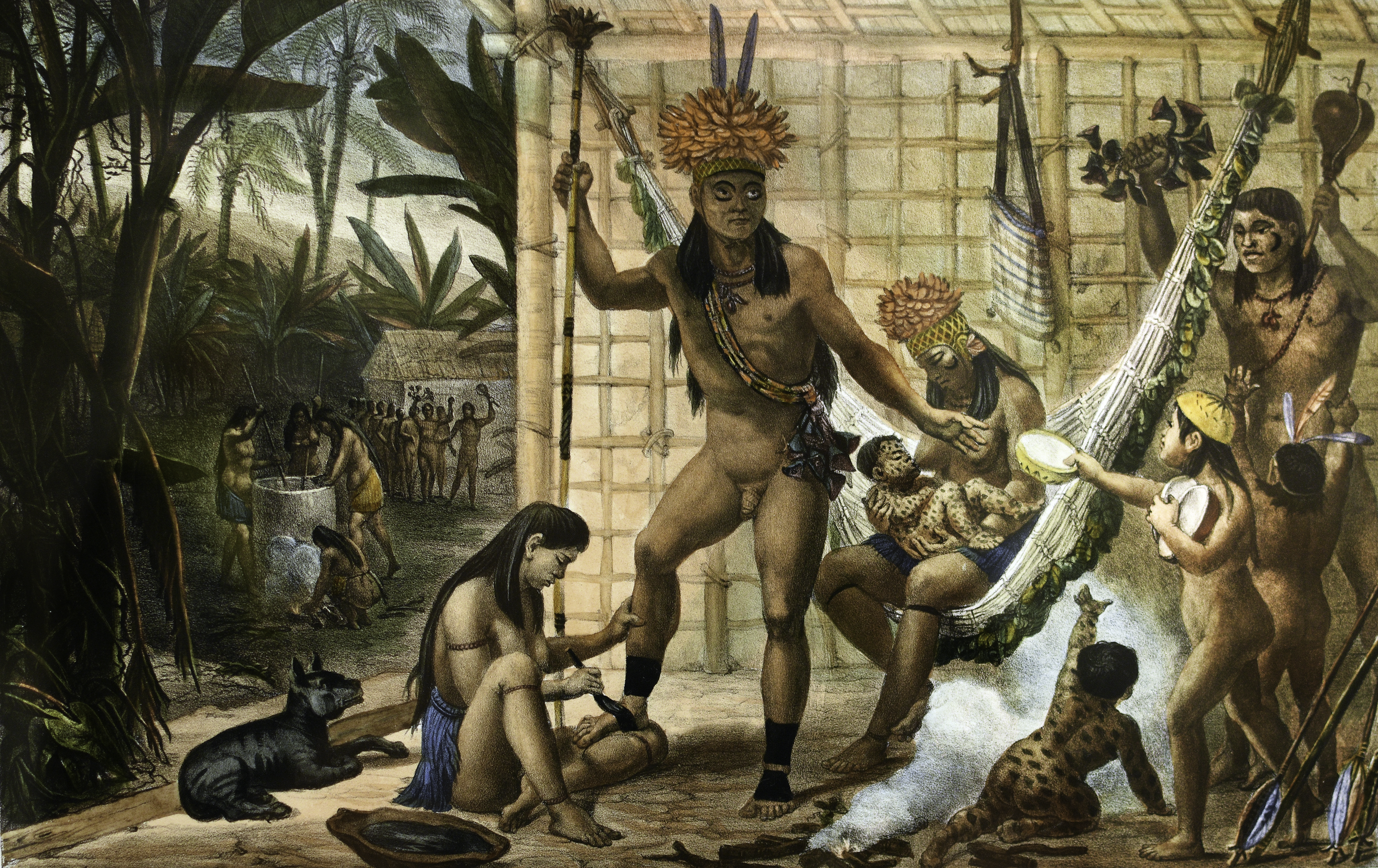
Famille d’un Chef Camacan se préparant pour une Fête. Ca. 1820-1830. Aquarelle, 18,6 × 29,3 cm
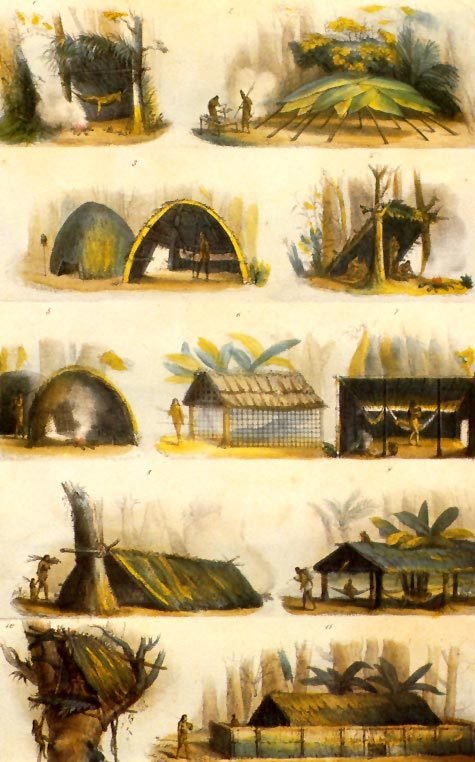
Debret, Voyage pittoresque et historique au Brésil, (Différentes formes de huttes et de cabanes.)
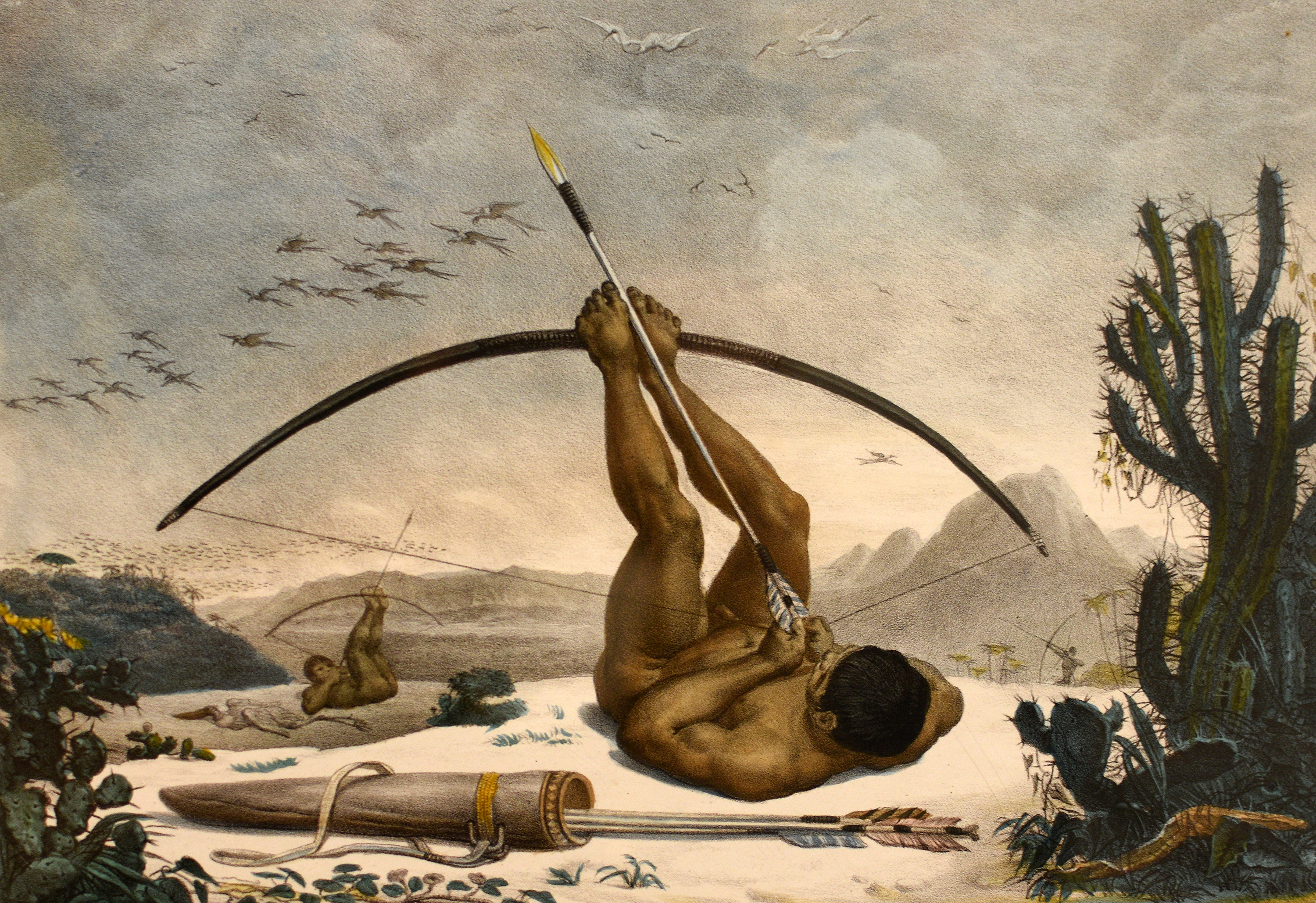
Caboclo ; dans le texte Debret exprime son admiration pour l'habileté des indiens qu'il rencontre.
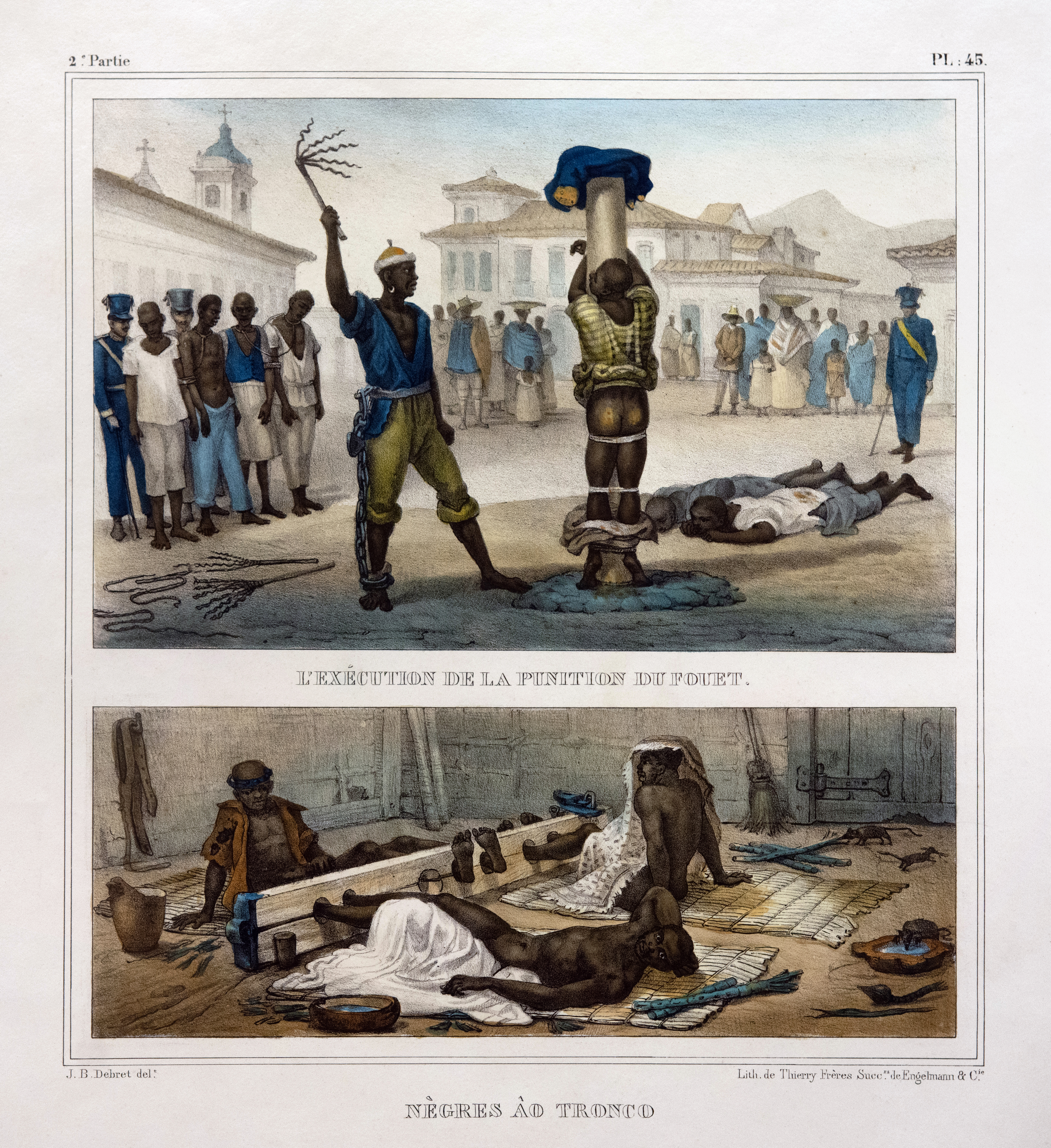
« L'exécution de la punition du fouet » et « nègres ao tronco ».

Néanmoins, et contrairement à ses allégations, il y a deux autres hypothèses pour expliquer son retour : il souhaitait peut-être retrouver sa famille, et en outre mettre en forme le premier volume de son Voyage pittoresque et historique au Brésil. On peut penser aussi qu'en 1831 il avait 63 ans et qu'il croyait que cet ouvrage pouvait lui assurer une sorte de rente pour la retraite, étant donné que ce genre de publications (almanachs de voyageurs - livres avec images accompagnées de textes) rencontrait un grand succès au début du XIXe siècle – époque où Debret était parti pour le Brésil. De toute façon ce ne fut pas le cas : quand il revint  en France, ce genre de publication n'avait plus le même succès et l'œuvre fit peu de bruit en France.
Debret essayait de montrer aux lecteurs — européens en particulier — un panorama qui dépassât la simple vision d'un pays exotique, intéressant seulement au point de vue de l'histoire naturelle. C'est une œuvre historique qu'il voulait créer ; il voulait montrer en détail et avec un soin minutieux la formation — spécialement au sens culturel — du peuple et de la nation brésilienne ; il cherchait à enregistrer certaines particularités du pays et du peuple, dans une tentative pour représenter et préserver son passé, sans se limiter aux seules questions politiques, mais en s'étendant aussi à la religion, la culture et les mœurs des hommes au Brésil.
Pour ces raisons, l'œuvre de Debret est considérée comme une contribution importante pour le Brésil, et souvent elle est analysée par des historiens comme une représentation (assez réaliste, même si elle n'est pas parfaite) du quotidien et de la société brésilienne — en particulier, de la vie à Rio de Janeiro – dans le premier tiers du XIXe siècle.
Publiée à Paris, entre 1834 et 1839, sous le titre Voyage pittoresque et historique au Brésil, ou Séjour d'un artiste français au Brésil, depuis 1816 jusqu'en 1831 inclusivement, époques de l'avènement et de l'abdication de S.M.D. Pedro Ier, fondateur de l'empire brésilien, l'œuvre se compose de 153 planches, accompagnées de textes qui expliquent chaque illustration.
Présenter ainsi une œuvre (des textes descriptifs pour accompagner les images) n'était pas très fréquent chez les artistes qui venaient au Brésil pour faire des représentations du pays, ce qui augmente encore davantage le caractère particulier et l'importance de Debret : l'importance de l'œuvre ne vient pas seulement de son côté artistique, mais bien de tous les intérêts qui se combinent dans cette représentation du quotidien, à quoi s'ajoutent les textes qui expliquent les lithographies. Préoccupé par le sens des textes, Debret les lie étroitement aux illustrations contenues dans ses travaux, et l'aspect historiographique est ainsi placé au premier plan en relation avec l'aspect proprement artistique.
Le titre même de l'œuvre de Debret présente cette sorte de compromis qu'il a essayé d'établir dans les représentations et les descriptions du Brésil. L'utilisation du mot « pittoresque » dans le titre Voyage pittoresque et historique au Brésil met en avant sa précision, son habileté et son talent ; caractéristiques qu'il cherchait dans ses représentations. Voyage pittoresque et historique au Brésil peut montrer qu'il s'agit d'une œuvre faite pour des Européens, étant donné que ce genre de livre obtenait à l'époque un certain succès en Europe.
Le livre comprend 3 volumes : le premier, de 1834, nous montre des Indiens, des aspects de la forêt brésilienne et de la végétation du pays en général. Le second, de 1835, se consacre à la représentation des esclaves noirs, dans le petit travail à la ville, chez les travailleurs aux champs et dans les pratiques agricoles de l'époque. Le troisième volume, de 1839, présente des scènes du quotidien, des manifestations culturelles, comme les fêtes et les traditions populaires.

## L'œuvre de Debret entre néoclassicisme et romantisme
Malgré sa formation néoclassique – il avait étudié auprès de Jacques-Louis David, maître du néoclassicisme, — Debret (au moins quand on analyse sa production dans Voyage pittoresque et historique au Brésil), peut être considéré sous quelques aspects comme un artiste de transition entre néoclassicisme et romantisme.
Les représentations des Indiens — complètement idéalisés ; forts, avec des traits bien définis et dans des scènes héroïques — sont des manifestations très nettes de néoclassicisme. Néanmoins, si l'on analyse les textes qui accompagnent les images, on remarque des aspects qui relèvent cette fois du romantisme. Il s'oppose essentiellement au rationalisme et à la sévérité néoclassiques. Il défend la liberté de création et privilégie l'émotion. Les œuvres romantiques privilégient l'individualisme, les souffrances de l'amour, la religiosité chrétienne, la nature, les thèmes nationaux et le passé. En outre, une caractéristique essentielle du romantisme, qui le sépare du néoclassicisme et qui se remarque dans les textes de Debret, est la relation que l'artiste établit avec les scènes qu'il représente : le néoclassique n'est qu'un miroir, il essaie de faire une représentation exacte de la réalité qu'il observe. Le romantique, au contraire, tente « de projeter sa lumière à lui » sur ce qu'il observe : il interprète, et c'est exactement ce que fait Debret dans les textes qui accompagnent les aquarelles : ce sont des interprétations. Dans les aquarelles, Debret pouvait être un « miroir » de ce qu'il observait : et c'était alors le Debret des principes néoclassiques. Dans les textes, il projetait sa lumière et interprétait ce qu'il voyait : et c'était là le Debret obéissant aux principes romantiques.
Ses aquarelles pittoresques possèdent le caractère typique des représentations faites par des voyageurs en quête de paysages et d'exotisme, mais son art officiel conserve le caractère solennel du néoclassicisme propre au groupe d'artistes de la France napoléonienne.
Un critique d'art français a écrit : « L'importance majeure de l'œuvre de Debret, outre la valeur d'un enseignement qui allait bientôt porter ses fruits, résida paradoxalement dans sa capacité d'enregistrer cela même qui était sur le point de disparaître. Ce qui n'a pas empêché le peintre d'histoire de mettre en scène deux couronnements et de représenter dans ses aquarelles la première cour d'une dynastie américaine. »

## Debret, Diderot et les Lumières

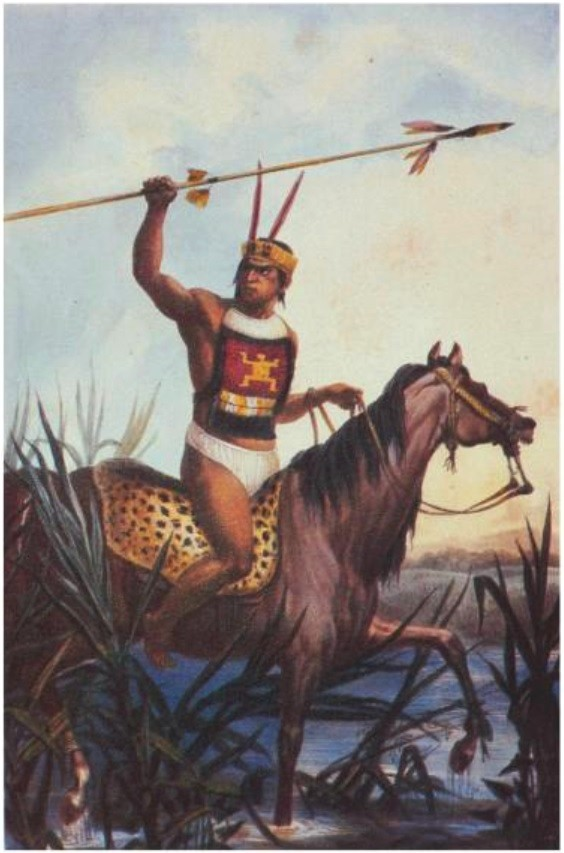
Chef indigène d'après Debret

Dans le Voyage pittoresque et historique au Brésil on peut observer une forte influence des Lumières, principalement de l'Encyclopédie de d'Alembert et Diderot, ce qui empêche Debret de ne s'arrêter qu'à des représentations de batailles, de scènes importantes et d'épisodes grandioses dans le pays. Comme il a été dit plus haut, Debret représente des scènes et des caractères du quotidien et de la société brésilienne, comme des maisons, des huttes d'Indiens, des visages (pour essayer de montrer les caractères du peuple brésilien). Il cherche à représenter l'âme du peuple avec ses habitudes, ses fêtes populaires (et celles de la cour), ses relations de travail ainsi que ses ustensiles et ses outils. C'était un des buts des encyclopédies que de réussir à réunir dans des livres le maximum d'informations et de connaissances concernant tel ou tel sujet, cela faisait partie des idéaux de certains philosophes en France à la fin du XVIIIe siècle et au début du XIXe – parmi eux l'exemple le plus célèbre peut-être est celui de Diderot et de son Encyclopédie, œuvre dont on est sûr qu'elle a inspiré Debret pour ses représentations du Brésil dans son Voyage pittoresque et historique au Brésil.

## Les sources de Debret
Pour son Voyage Historique et Pittoresque au Brésil, Debret avait conçu le projet d'un exposé systématique, commençant avec l'état ancien du pays, avant l'arrivée des Portugais, et se terminant par l'évocation des beaux-arts naissant à Rio grâce à la Mission artistique française. La valorisation de Debret par le courant nationaliste brésilien à partir de 1920 a fait passer la construction de Debret, qui s'est toujours dit peintre d'histoire, pour un témoignage authentique. Les anthropologues qui ont cherché dans la première partie des témoignages sur les indigènes ont dû remarquer que Debret a construit son ouvrage comme de la peinture d'histoire académique, en se basant principalement sur de la documentation prise dans diverses expéditions scientifiques.
Dans le tome I de Voyage pittoresque et historique au Brésil, parmi les innombrables représentations d'indigènes, quelques-unes attirent l'attention: les indigènes sont représentés avec sur le corps des peintures très semblables (pour ne pas dire identiques) à celles qu'on voyait sur une image montrant des Indiens d'une tribu nord-américaine, et qu'on trouvait dans une publication portant le titre Voyages and travels in various parts of the world: during the years 1803, 1804, 1805, 1806 and 1807, laquelle datait de quelques décennies avant le Voyage Pittoresque et Historique au Brésil, elle était due au naturaliste prussien Georg Heinrich von Langsdorff. La lithographie de Debret intitulée « Danse de sauvages de la mission de São José », ressemble fort à une autre de Langsdorff, intitulée « Danse indigène dans la mission de São José en Nouvelle-Californie ». Debret a certainement eu accès à cet ouvrage. Langsdorff a rédidé à proximité de Rio de Janeiro à l'époque de Debret, dans une maison dotée d'une bibliothèque.
Si les images d'indigènes viennent, pour la plupart, de gravures publiées antérieurement, Debret a pu en voir amenés à Rio pour visiter la cour, et pendant son seul grand déplacement, de Rio a Santa Catarina par la terre, en 1827. Beaucoup d'ustensiles et outils qu'il a représentés se trouvaient déjà à l'époque dans des musées d'Histoire Naturelle du temps. L'incertitude sur l'origine des dessins porte à considérer avec précaution tout ce que Debret rapporte sur les indigènes du Brésil.
Debret ne montre pas dans son œuvre le sens typologique ou scientifique d'un Rugendas. Alors que celui-ci se préoccupe de décrire les types d'esclaves, en identifiant leur tribu d'origine d'après le tatouage, la coupe de cheveux, l'utilisation de bijoux ou la physionomie, Debret aime montrer les noirs dans des situations particulières. C'est le cas où il représente l'un d'eux jouant au sorcier (1828) : portant uniforme militaire, casaque, lacet autour du cou, chapeau et perruque, sabre, chaussettes et chaussures, il trace avec un bâton un cercle sur le sol. Mais ce qui appelle l'attention dans cette petite étude (...) c'est « la réunion à la fois étrange et naturelle de ces situations, empêchant que ce travail soit quelque chose de plus qu'une donnée dans le processus de classement des personnes et des mœurs brésiliennes au XIXe siècle ».

## Œuvres

### Musées
- Dijon, musée Magnin, Les Fruits du nouveau Monde, signé, daté, dédicacé  et localisé : Rio de Janeiro 1822, J.B. Debret à son frère F. Debret architecte, acquis en 1938 avec le legs Magnin.
- Rouen, musée des beaux-arts, Le Médecin Érasistrate découvrant la cause de la maladie d'Antiochus, 1804, salon de 1804, acquis en 1849[12].
- La Rochelle, musée du Nouveau Monde, 
  - Retour de chasse[13], aquarelle e encre de Chine, 1827.
  - Chute de Sorocaba a voturuyba Hyba (Votorantim - Votoruiva)[14], aquarelle et encre de Chine, 1827.
  - Grande Cachoeira do Sumidor dans la forêt de Pessingoaba (Picinguaba[15]), aquarelle et encre de Chine, 1827.
- Musée national du château de Versailles[16], Napoléon rend hommage au courage malheureux;
- Musée national du château de Versailles, Entrevue de Napoléon et du prince Dalberg à Aschaffenbourg, en collaboration avec le peintre Constant Bourgeois.
- Musée national du château de Versailles, Napoléon décore le grenadier Lazareff à Tilsitt.
- Musée national du château de Versailles, Napoléon haranguant les troupes bavaroises et wurtembourgeoises à Abensberg.
- Musée national de la Légion d'honneur, Première distribution des croix de la Légion d'honneur.
- Bibliothèque nationale de France, Costumes du Brésil (carnet d'aquarelles), vers 1825-1830.

### Collections privées
Le 29 avril 1999, Exploration and travel sale, chez Christie's Londres, une série de 10 aquarelles à sujet exotique, lot 9 à 18, aucune adjugée.